# 9e/12e régiment royal de lanciers
Le 9e/12e régiment royal de lanciers (du prince de Galles), en anglais 9th/12th Royal Lancers (Prince of Wales), en abrégé 9/12L, est un régiment de cavalerie de l'armée de terre britannique. Il remplit a sa dissolution en 2015 un rôle de reconnaissance blindée pour lequel il est équipé de la famille de véhicules CVR(T). Le régiment est basé à Hohne, dans le nord de l'Allemagne, en l'an 2000. Il fournit les moyens humains de reconnaissance de la 7e brigade blindée (les « rats du désert »). Les recrues du 9e/12e régiment royal de lanciers (en anglais 9th/12th Royal Lancers), surnommés The Delhi Spearmen (les « lanciers de Delhi »), proviennent principalement du Derbyshire, du Leicestershire, du Northamptonshire, du Rutland, du Cambridgeshire, du Bedfordshire, du Hertfordshire, de l'Essex et du Grand Londres.
Le quartier général est situé sur Tigers Road, dans le quartier de South Wigston à Leicester, avec l'unité de réserve affiliée, la Leicestershire and Derbyshire Yeomanry qui forme l'escadron B de la Royal Yeomanry (en).
Le régiment actuel a été formé le 11 septembre 1960 dans l'église de la garnison de Tidworth en fusionnant :
- le 9e régiment royal de lanciers de la reine ;
- le 12e régiment royal de lanciers (du prince de Galles).

Le régiment détient une longue et illustre liste d'honneurs de bataille qui inclut la Première et la Seconde Guerre mondiale (au cours de laquelle le caporal Nicholls du 9e lanciers reçut les félicitations personnelles du général Montgomery pour avoir pris en un jour 9 chars à l'ennemi pendant la bataille d'El Alamein). Plus récemment, l'escadron B fut le premier escadron de reconnaissance blindé déployé en Bosnie au début des hostilités et aussi le dernier à quitter le pays en octobre 2003. Le 9e/12e royal lanciers a accompli son troisième tour en Irak en décembre 2008 et est actuellement déployé en Afghanistan.

## Histoire

### Avant la fusion

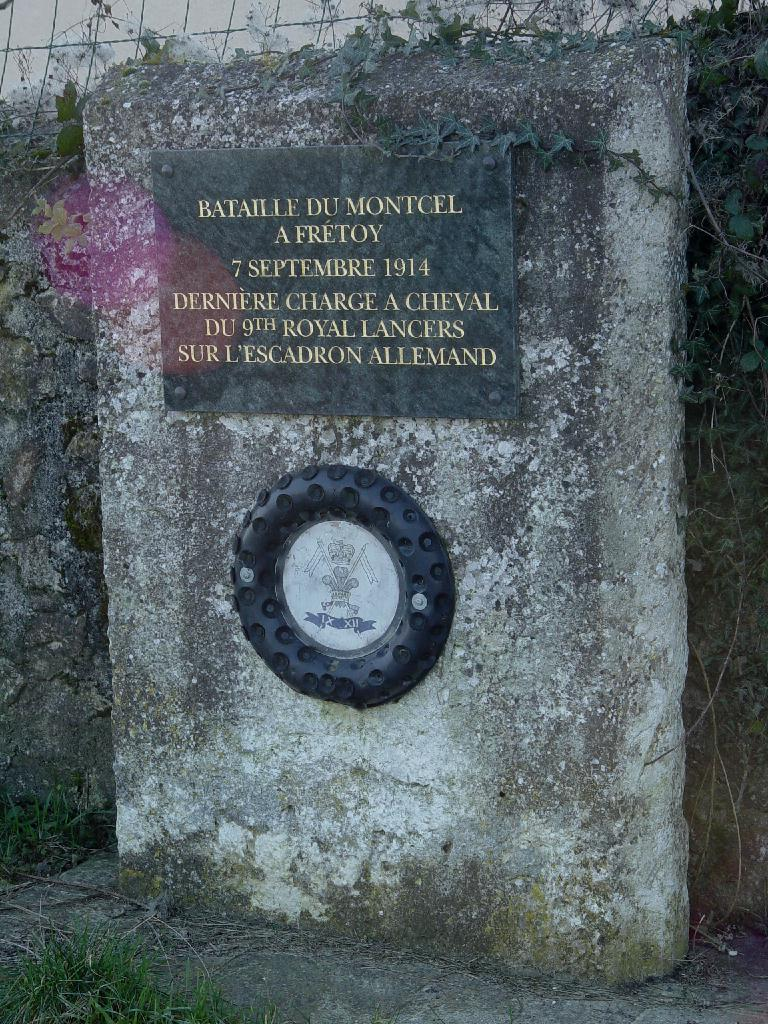
Première Guerre mondiale : Stèle commémorant la dernière charge à cheval du 9e lanciers, en 1914.

Les routes du 9e et du 12e régiment royal de lanciers se sont entrecroisées depuis leur création commune en juillet 1715, en réponse à la première rébellion jacobite contre George Ier. Tous deux prirent d'abord le nom de leurs fondateurs, le major-général Owen Wynne pour le 9e et le brigadier Phineas Bowles pour le 12e, avant de devenir régiments de dragons puis de dragons légers. Ils furent finalement re-formés et renommés régiments « de lanciers » à la suite des guerres napoléoniennes, le 12e devenant « régiment royal de lanciers » en 1817 et le 9e « régiment royal de lanciers de la reine » sur instructions du roi Guillaume IV en 1830.
Les deux régiments ont servi en Irlande tôt dans leur histoire et leurs chemins se sont encore croisés en 1811 pendant la guerre d'indépendance espagnole. Le 12e combattit à Salamanque avant de gagner les Pays-Bas en 1815 avec le duc de Wellington pour participer à Waterloo. En 1857 les deux régiments combattirent la révolte indienne, ce qui valut 12 croix de Victoria aux lanciers du 9e et leur surnom de « lanciers de Delhi » (The Delhi Spearmen). Ils se retrouvèrent encore entre 1899 et 1902 dans la guerre d'Afrique du Sud où ils prirent part à la défense de Kimberley et Diamond Hill, la dernière bataille de la guerre.
Septembre 1941 vit les deux régiments à nouveau unis sous la bannière de la première division blindée et voguant vers l'Afrique du Nord en tant que partie intégrante de la 8e armée. Le 9e ouvrit la voie à El Alamein tandis que les troupes du 12e furent les premiers soldats britanniques à faire la jonction avec les Américains en Tunisie. D'Afrique les deux régiments furent envoyés en Italie en 1944 où le 12e combattit à l'est de Cassino alors que le 9e participa aux combats de la ligne gothique. En avril 1945 les soldats du 12e furent les premières forces alliées à entrer dans Venise.

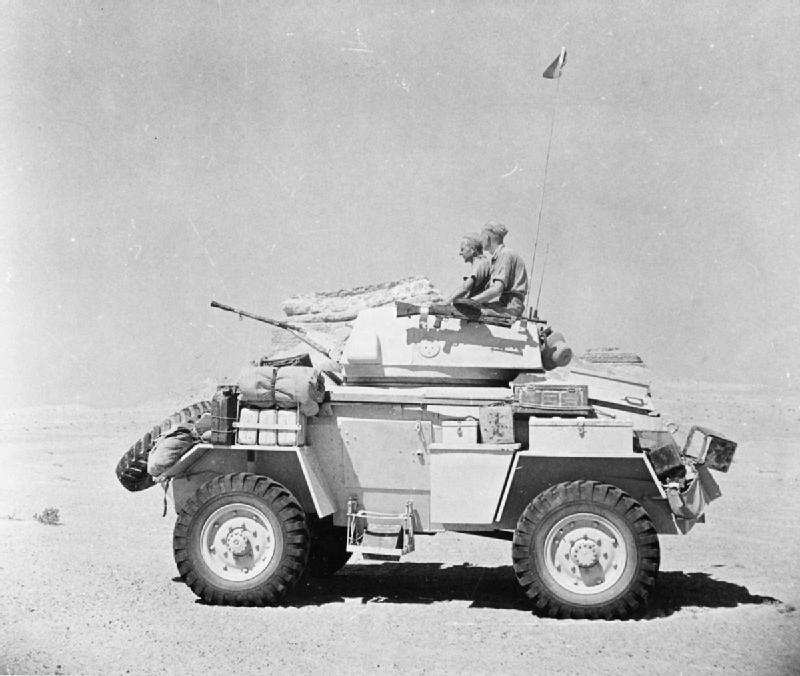
Seconde Guerre mondiale : véhicule blindé du en patrouille dans le désert, en 1942.

Les lanciers du 9e sont arrivés en Inde 15 ans avant la révolte indienne, où ils gagnèrent plusieurs honneurs de bataille et servirent dans la seconde guerre du Pendjab. Ils servirent ensuite pendant la campagne d'Afghanistan (1878-1880) et notamment la fameuse marche de Kaboul à Kandahar. Ils prirent part à la dernière charge lance contre lance de la Première Guerre mondiale à Moncel le 7 septembre 1914 contre les dragons de la garde allemands, y gagnant l'une des premières croix de Victoria de cette guerre. En 1936 ils se muèrent en un régiment de chars légers et en 1953 reçurent comme colonel-en-chef la reine-mère Élisabeth.
Ceux du 12e ont gagné leur premier honneur de bataille en Égypte en 1801, ayant vu précédemment le jeune duc de Wellington servir dans leurs rangs comme subalterne de 1789 à 1891. En 1855 ils renforcèrent la brigade de cavalerie légère en Crimée après la désastreuse charge de Balaclava. Ils chargèrent aussi à la lance pendant la Grande Guerre à Moy le 28 août 1914, contre les dragons de la garde allemands. Le 12e devint un régiment de véhicules blindés en 1928 et les mit promptement en usage en Palestine en 1929 et à Chypre en 1931. Au début de la Seconde Guerre mondiale ils jouèrent un rôle clé dans la protection des forces en retraite sur Dunkerque. Après la guerre ils passèrent 3 ans en Malaisie dans des missions de sécurité.

### Depuis la fusion
La fusion des 9e et 12e régiments eut lieu le 11 septembre 1960 dans l'église de la garnison de Tidworth. L'inscription précise :

« Ici, le 11 septembre 1960, le 9e/12e régiment royal de lanciers (du Prince de Galles) fut formé par le 9e régiment royal de lanciers de la reine et le 12e régiment royal de lanciers (du prince de Galles) assemblés devant Dieu. Ce n'est pas le commencement mais la continuation du même jusqu'à l'achèvement complet, qui donne la vraie gloire. »

Depuis lors ils ont servi à Aden, Oman, Belize, en Arabie Saoudite, au Canada, avec les Nations unies à Chypre, en Allemagne pendant la Guerre froide, et en Irlande-du-Nord pendant les troubles. En outre, l'escadron D a été déployé au Moyen-Orient en 1991 sur l'opération Granby pour le remplacement des pertes de guerre. Le 10 mai 1972 le régiment reçut la Liberté de Derby et en 2000 la reine-mère lui rendit une autre visite pour la présentation d'un nouvel étendard peu avant son 100e anniversaire. Le régiment fut de nouveau en première ligne en 1992 comme partie intégrante du déploiement en Bosnie de l'opération Grapple 1 et eut à retourner en Bosnie et au Kosovo en de nombreuses occasions au cours de la décennie.
L'activité opérationnelle du régiment s'est concentrée depuis 2000 sur les Balkans et le Moyen-Orient, entrecoupée de deux déploiements au Canada, en 2002 et en 2007. Le déploiement de l'escadron C au Kosovo en 2001 fut endeuillé par la mort du soldat Adam Slater dont le véhicule avait roulé sur une mine. L'escadron B se rendit en 2002 en Bosnie après avoir conduit l'exercice Saif Sareaa en Oman avec l'escadron A. Son tour en Bosnie fut prolongé quand son remplaçant prévu, l'escadron A, fut transféré sur l'opération Telic 3 en Irak. Cette opération vit l'escadron C attaché d'abord au bataillon d'infanterie légère dans la province de Maysan, puis au bataillon royal des hussards de la reine à Bassorah, pour travailler avec la police des frontières irakienne. Pendant ce temps l'escadron A était chargé de la sécurité au sud de la principale base britannique vers Um Qasr et Safwan, sur la frontière du Koweït. Le régiment retourna en Irak en octobre 2005 pour l'opération Telic 7 où il forma son propre bataillon avec l'escadron C du régiment royal de dragons écossais. Sa mission portait sur la formation de l'armée, de la police et de la police des frontières irakiennes. L'opération Tolkien, menée par l'escadron C, était d'ouvrir la voie pour les futurs escadrons de reconnaissance le long des lignes de communication de Bassorah à la province de Maysan. Le régiment dirigea aussi la compagnie de surveillance de brigade qui fut impliquée dans la collecte d'information de haut niveau. Le 9e/12e royal lanciers est revenu d'Irak en mai 2006, avant d'y être déployé une nouvelle fois en 2008.
2008 a vu le régiment accomplir 10 tâches opérationnelles en 9 mois dans 5 pays différents. Les premières forces déployées furent celles de la TACP (Tactical Air Control Party), envoyées en Afghanistan avec la brigade aérienne d'assaut 16 dans le cadre de l'opération Herrick. Dans le même temps, le gros du régiment se préparait à se déployer en Irak pour l'opération Telic 12. Le déploiement inclut un escadron A notablement renforcé pour sécuriser le port d'Umm Qasr et y former l'infanterie de marine irakienne, ainsi que la moitié de la compagnie de surveillance de la division. Le régiment conduisit aussi la période finale d'entraînement et d'acclimatation au Koweït pour la 7e brigade blindée. L'escadron B et des éléments de l'état-major du régiment furent alors chargés de se réorganiser immédiatement pour se redéployer en tant qu'équipes de transition militaire pour vivre et travailler auprès du quartier général de la 51e brigade de l'armée irakienne et de son 1er bataillon à Thar Allah, Bassorah et Camp Chindit, Az Zubayr respectivement. En juillet 2008 l'escadron C se redéploya en tant qu'escadron fluvial, effectuant des patrouilles en bateau dans la zone de marais au nord-est de la base d'opération. Il conduisit ensuite la période de décompression pour tous les soldats de la 7e brigade blindée rentrant au pays.
Une présentation du régiment est incluse dans la galerie d'histoire du soldat du Derby Museum and Art Gallery.
Il fusionne à son tour le 2 mai 2015 avec le Queen's Royal Lancers pour former le Royal Lancers (en).

## Traditions

### Honneurs de bataille
- Égypte
- Guerres napoléoniennes : Salamanque, Péninsule Ibérique, Waterloo
- Inde : Punniar, Sobraon, Chillianwallah, Goojerat, Punjaub
- Afrique du Sud 1851-53
- Crimée : Sébastopol
- Inde : Delhi 1857, Lucknow, Inde centrale
- Afghanistan : Charasiah, Kaboul 1878, Kandahar 1880, Afghanistan 1878-80
- Afrique du Sud : Modder River, défense de Kimberley, Paardeberg, Afrique du Sud 1899-1902
- Première Guerre mondiale : Mons, retraite de Mons, Marne 1914, Aisne 1914, Messines 1914, Ypres 1914-18, Somme 1916-18, Arras 1917, Cambrai 1917-18, Rosières, Sambre, percée sur Mons
- Seconde Guerre mondiale : Dyle, Dunkerque 1940, Somme 1940, Europe du Nord-Ouest 1940, Chor Es Sufan, Gazala, Rusweisat, El Alamein, El Hamma, Tunis, Afrique du Nord 1941-43, tête-de-pont de Lamone, trouée d'Argenta, Bologne, Italie 1944-45[9]

### Mons Moy
Mons Moy désigne le week-end au cours duquel le régiment - militaires en activité et anciens - commémore ceux qui sont tombés dans tous les conflits. Quand les engagements le permettent il se déroule entre le 28 août et le 7 septembre :
le 28 août 1914 à Moy, le 12e régiment royal de lanciers (du prince de Galles) a chargé victorieusement les dragons allemands ;
le 7 septembre 1914 à Moncel, le 9e régiment royal de lanciers de la reine a remporté la victoire dans la dernière charge lance contre lance de la Première Guerre mondiale.

### Prière
« O Dieu éternel, donne-nous, à nous tes serviteurs du 9e/12e royal lanciers, force, discernement, courage et foi inébranlable, pour que nous puissions toujours te servir sincèrement ; et enfin par ta miséricorde entrer dans la gloire éternelle, par Jésus-Christ notre Seigneur - Amen. »

## Unités liées

### Unités alliées
- Canada : régiment de l'Île-du-Prince-Édouard
- Pakistan : 12e régiment de cavalerie (Sam Browne's Cavalry)

### Unités affiliées
- Leicestershire and Derbyshire Yeomanry (escadron B de la Royal Yeomanry)
- Sous-marin nucléaire d'attaque Tireless
- Escadron B de la Leicestershire, Northamptonshire & Rutland Army Cadet Force
- Bedfordshire & Hertfordshire Army Cadet Force

### Ordre de précédence de la cavalerie
- Précédent : régiment royal de hussards de la reine (Queen's Own and Royal Irish)
- Suivant : régiment royal de hussards du roi